# Chelidonium violaceimembris
Chelidonium violaceimembris är en skalbaggsart som beskrevs av J. Linsley Gressitt och Yves Rondon 1970. Chelidonium violaceimembris ingår i släktet Chelidonium och familjen långhorningar.
Artens utbredningsområde är Laos. Inga underarter finns listade i Catalogue of Life.